# Fountain-Syndrom
Das Fountain-Syndrom ist eine sehr seltene angeborene Erkrankung mit einer Kombination von Schwerhörigkeit, Skelettdysplasie und Lippen-Granulom.
Die Erkrankung ist nach dem Erstbeschreiber von 1974 benannt, dem britischen Dermatologen Robert B. Fountain.

## Verbreitung
Die Häufigkeit wird mit unter 1 zu 1.000.000 angegeben, die Vererbung erfolgt vermutlich autosomal-rezessiv.
Bislang wurden lediglich wenige Familien beschrieben.

## Ursache
Eine genetische Ursache ist bislang nicht bekannt.

## Klinische Erscheinungen
Es besteht eine Schwerhörigkeit. Weiter finden sich kurze und plumpe Hände, ein vergröbert erscheinendes Gesicht mit Anschwellungen von Wangen und Lippen.
Ferner besteht eine geistige Retardierung und auch epileptische Anfälle sind möglich.

## Untersuchungsmethoden
Anomalien der Cochlea können bildgebend mittels Computertomographie oder Kernspintomographie nachgewiesen werden.
Im Röntgenbild findet sich eine deutliche Verdickung des Schädel-Daches, Verbreiterung der Endphalangen der Finger, mitunter auch Verformung von Wirbelkörpern.